# Renato Rezende
Renato Rezende (ur. 28 lutego 1991 w Rio de Janeiro) – brazylijski kolarz BMX, złoty medalista mistrzostw świata.

## Kariera
Największy sukces w karierze Renato Rezende osiągnął w 2010 roku, kiedy zdobył złoty medal w cruiserze podczas mistrzostw świata w Pietermaritzburgu. W zawodach tych wyprzedził bezpośrednio dwóch Kolumbijczyków: Andrésa Jiméneza i Carlosa Oquendo. W 2012 roku wziął udział w igrzyskach olimpijskich w Londynie, ale nie awansował do finału.